# Жуковцова Ольга Володимирівна
Ольга Володимирівна Жуковцова, до шлюбу Кияшко (нар. 21 серпня 1983, Запоріжжя, Українська РСР) — українська акторка театру і кіно, учасниця телевізійного шоу «Жіночий квартал».

## Життя і кар'єра
Народилась 21 серпня 1983 року у місті Запоріжжя. Закінчила загальноосвітню школу І-ІІІ ступенів № 103 міста Запоріжжя. Навчалась на факультеті соціальної педагогіки і психології Запорізького державного педагогічного інституту (нині Запорізький національний університет). Під час навчання була дуже активною студенткою. Брала участь у багатьох проєктах, грала різнопланові ролі. Незабаром після закінчення вишу переїхала до Києва, щоб продовжити кар'єру в столиці.

У 2011 році разом зі своїми запорізькими друзями відкрила Київський театр гумору, де була акторкою, авторкою та режисеркою.
|  | «Як актриса я більше розкриваюся на сцені. Мені здається, тому що є більше часу і, все-таки, сцена — це таке диво режисера і актора, а кіно — це трохи інше диво ... » — говорить у своєму останньому інтерв'ю Ольга Жуковцова-Кияшко. |

Жуковцова знімалась у телевізійних проєктах «Слуга народу», де грала помічницю міністра Оксану Сковороду, «Село на мільйон» та «Розсміши коміка».

## Особисте життя
Розлучена, виховує сина 2013 року народження.

## Фільмографія

### Телебачення
| Рік            | Назва                          | Роль                                 | Примітки                               |
| -------------- | ------------------------------ | ------------------------------------ | -------------------------------------- |
| 2013           | Жіночий лікар (рос.)           | Настя Скрипіна                       | 2-й сезон 39-та серія «Телефон довіри» |
| 2015 — 2019    | Слуга народу (рос.)            | Оксана Сковорода, помічниця міністра | Головна роль                           |
| 2017           | Що робить твоя дружина? (рос.) | Ірина Васіна, помічниця Симонова     | Епізодична роль                        |
| 2018 — дотепер | Жіночий квартал (рос.)         | Грає себе (акторка)                  | Гумористичне телешоу                   |
| 2019           | Нове життя Василини Павлівни   | Василина Грищук                      | Головна роль                           |
| 2019           | Королі палат                   | психотерапевтка                      | Головна роль                           |
| 2021           | З ким поведешся                | Марина                               | Головна роль                           |
| 2022           | Молода                         | Ольга                                | Головна роль                           |

### Кіно
| Рік  | Назва                 | Роль                                 | Примітки |
| ---- | --------------------- | ------------------------------------ | -------- |
| 2016 | Слуга народу 2 (рос.) | Оксана Сковорода, помічниця міністра |          |